# Altiplano

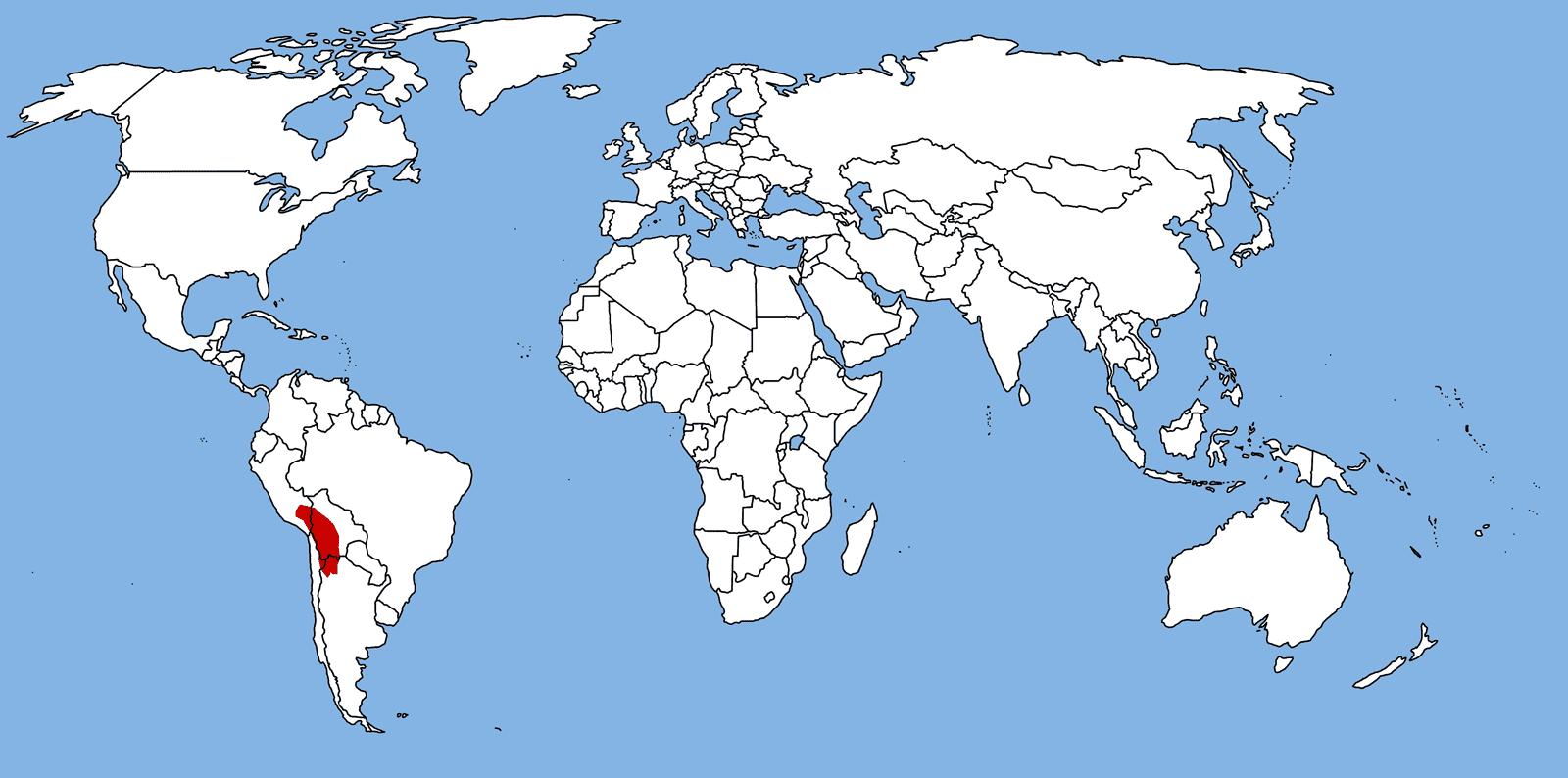
Poloha

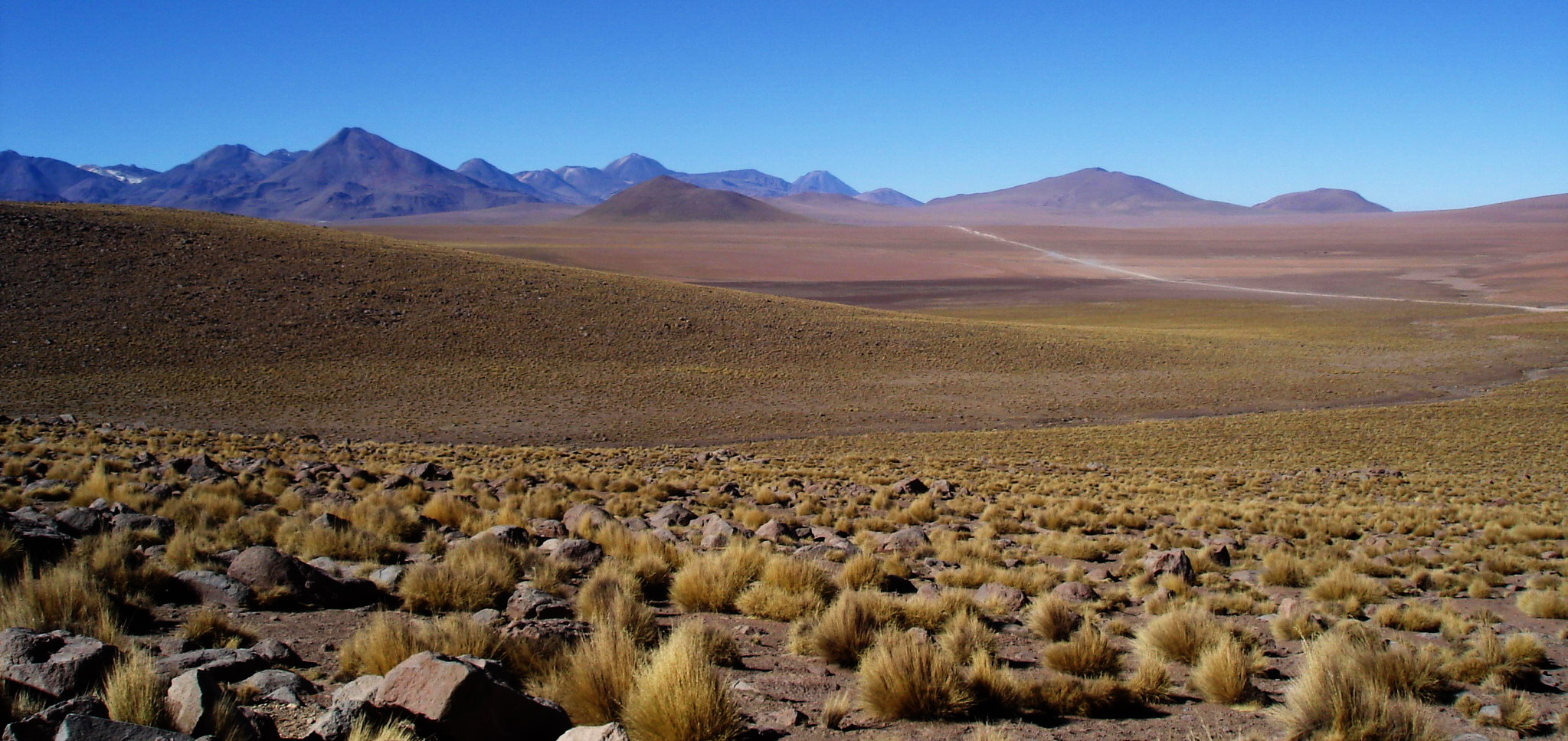
Chilské Altiplano

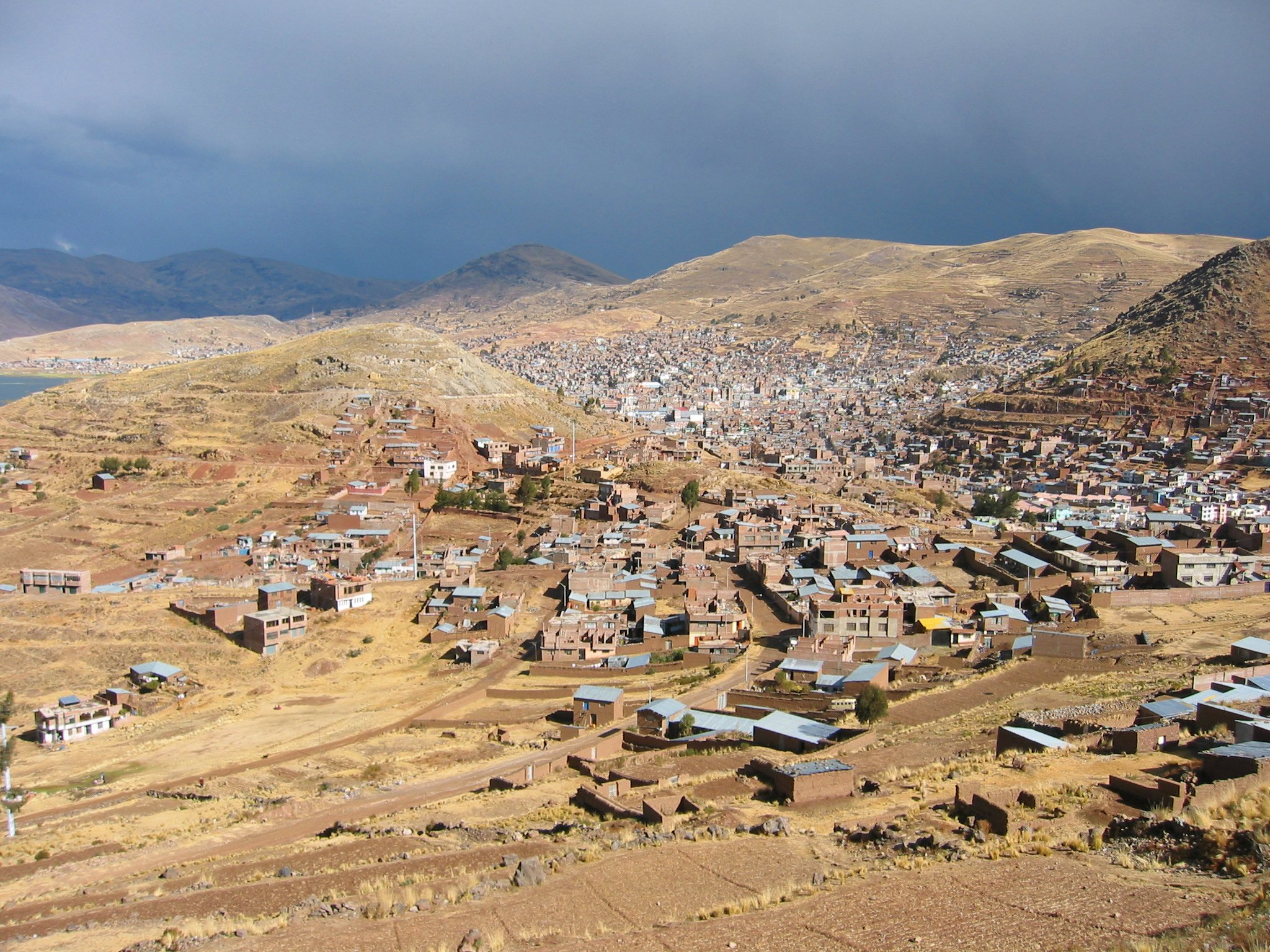
Puno, Peru - jedno z největších měst na Altiplanu

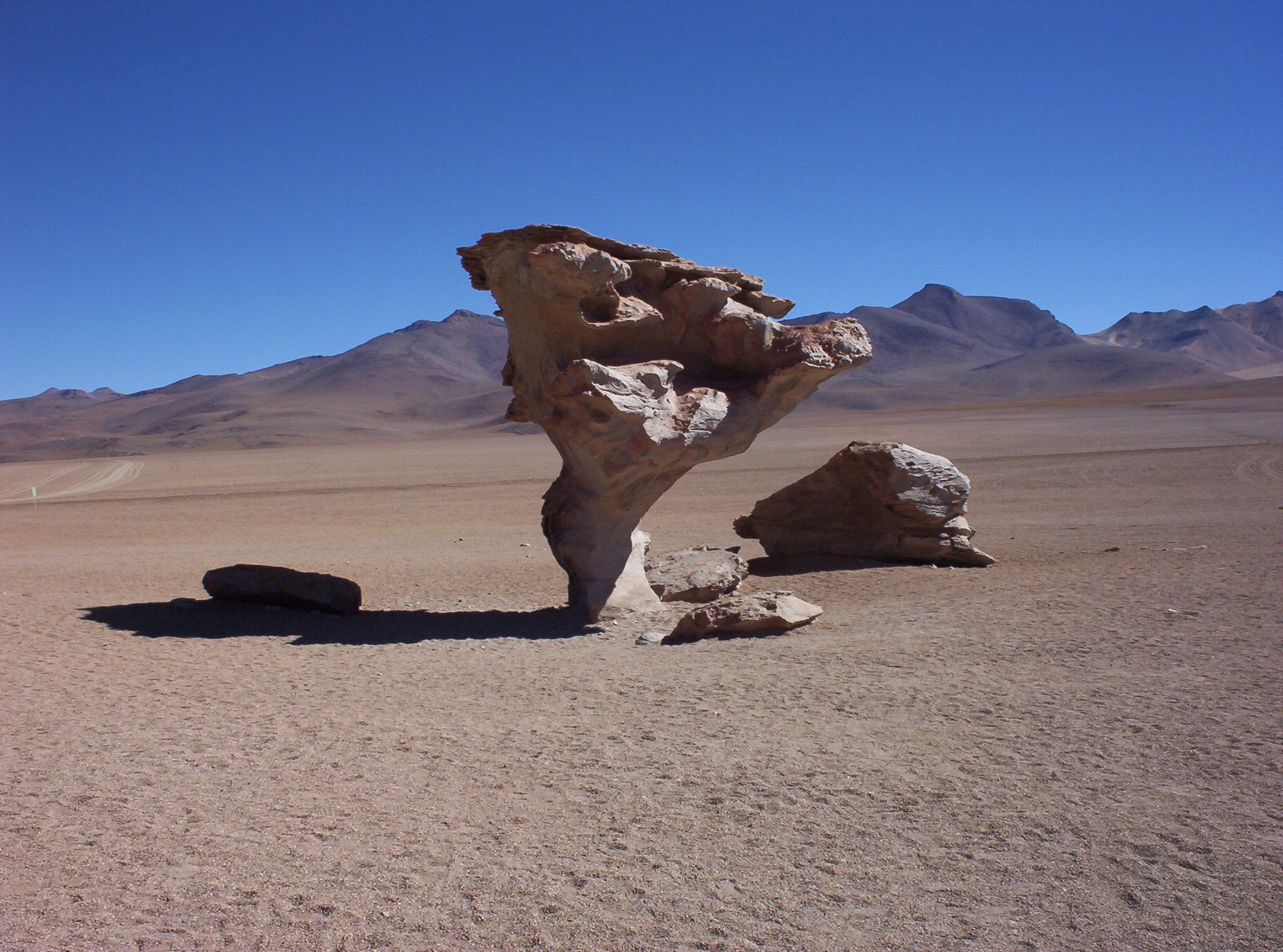
Árbol de Piedra (Kamenný strom), skalní útvar nacházející se v poušti Siloli na bolivijském Altiplanu

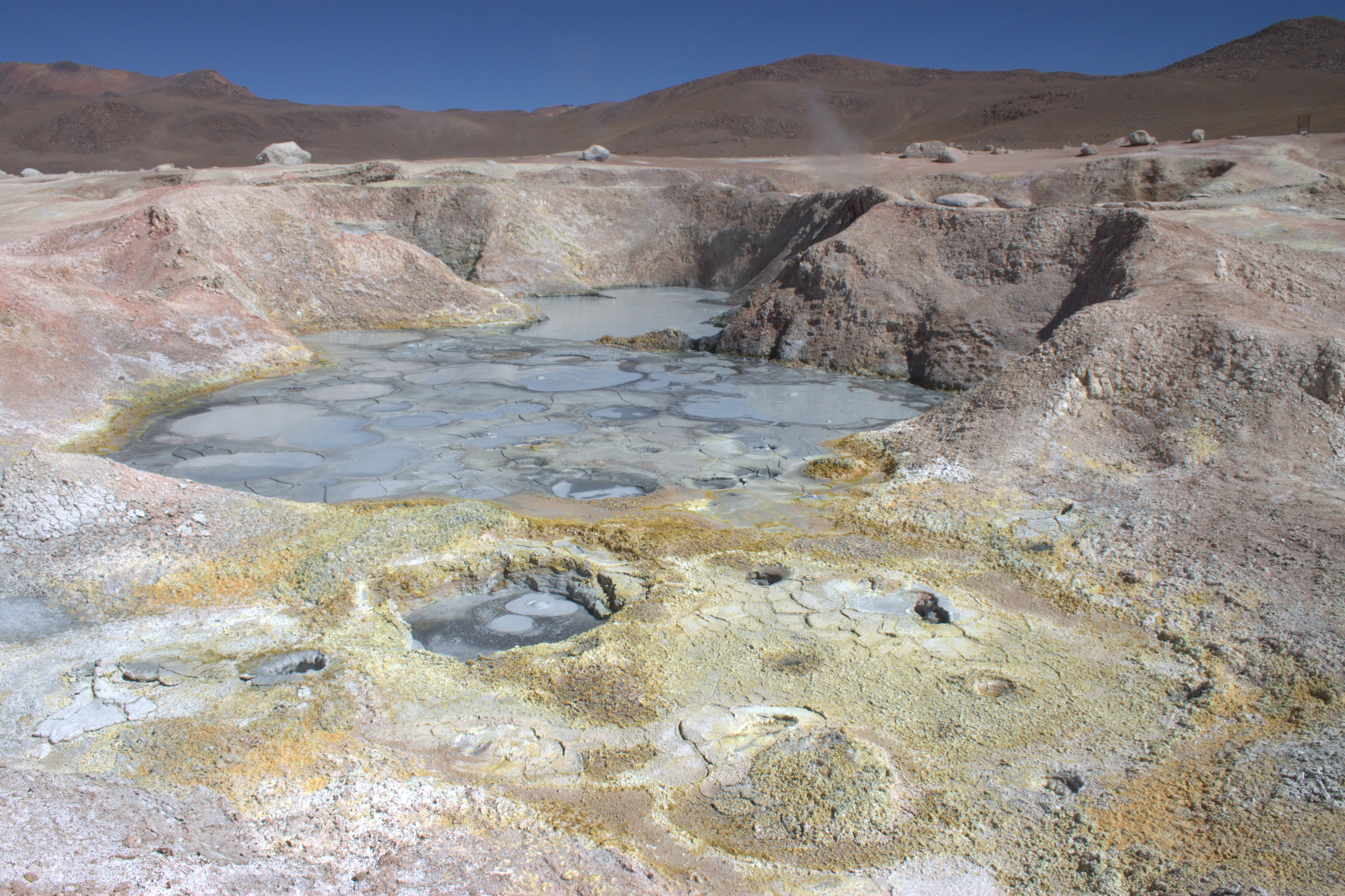
Sol de Mañana (Ranní slunce), jedno z nejvýše položených geotermálních polí se sirnými prameny na světě

Altiplano (španělsky vysočina, náhorní rovina) je rozsáhlá náhorní plošina oddělující horské masivy západních a východních And. Po Tibetské plošině je druhým nejrozsáhlejším útvarem tohoto typu na Zemi.

## Geografická charakteristika
Nachází se ve vnitrozemí Jižní Ameriky, převážně na území Bolívie a Peru; částečně zasahuje do Chile a na sever Argentiny.
Rozloha náhorní plošiny činí okolo 170 000 km², průměrná nadmořská výška je 3600 m.
Západní a východní stranu ohraničuje horský pás And (Cordillera Occidental a Cordillera Central) s mnoha aktivními vulkány, severní jezero Titicaca a na jihu se nachází jedno z nejsušších míst na zeměkouli – poušť Atacama. Samotná oblast Altiplana je řídce osídlená, hustěji zalidněná jsou jen území v okolí jezera Titicaca a hornické oblasti (nacházejí se zde poměrně velká ložiska stříbra, mědi, cínu a zinku). Altiplano je známé též nejvýše položenou železniční tratí na americkém kontinentu, spojující města Cuzco a La Paz.
V oblasti leží několik velkých jezer – na severu jezero Titicaca, v centrální části jezero Poopó a Coipasa, v jižní části slané jezero Salar de Uyuni nebo Laguna Verde. Altiplano je bezodtoká oblast, všechny řeky se vlévají do zmíněných jezer.

## Podnebí
Podnebí je chladné (průměrná roční teplota dosahuje jen 3 °C v západní části a asi 12 °C v oblasti okolo jezera Titicaca) a polosuché. Příčinou je clonění And, které zachytávají srážky proudící od Pacifiku. Roční úhrn srážek představuje 200 až 800 mm/m².

## Vznik
Vznik Altiplana je datován do konce druhohor, kdy vlivem tektonických pohybů nastal v oblasti pokles a následná masivní sedimentace. Později, v miocénu, započala vulkanická aktivita v Cordillera Occidental, která překryla vrstvu sedimentů lávovými proudy a dalšími sopečnými produkty. V období pleistocénu byla celá oblast zalita vodou – jezero Ballivián. Začátkem holocénu jezero vyschlo, jeho zbytky představují jezera Titicaca a Poopó a oblast dostala dnešní podobu.

## Fotogalerie

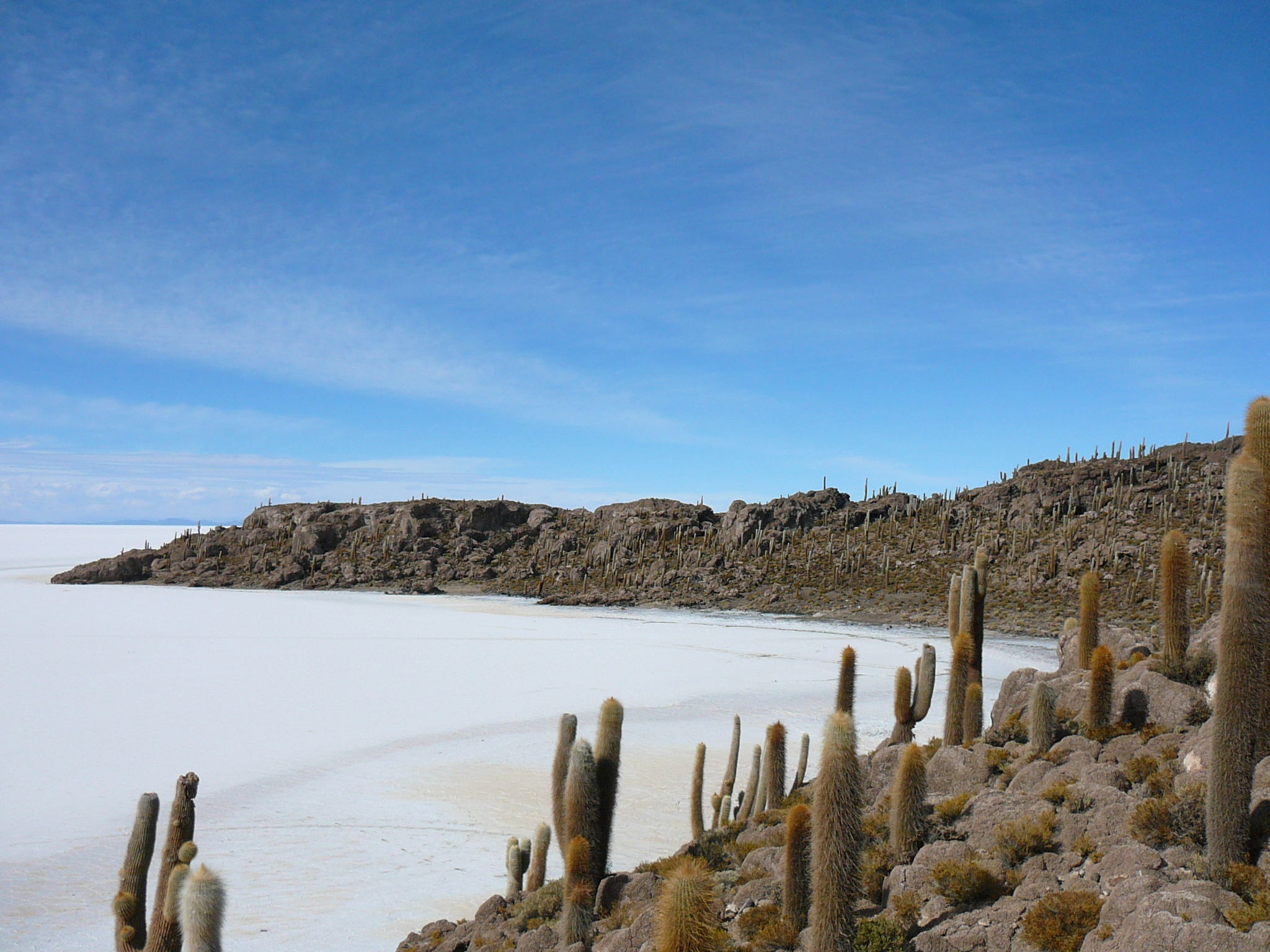
Ostrov Pescado v Salar de Uyuni
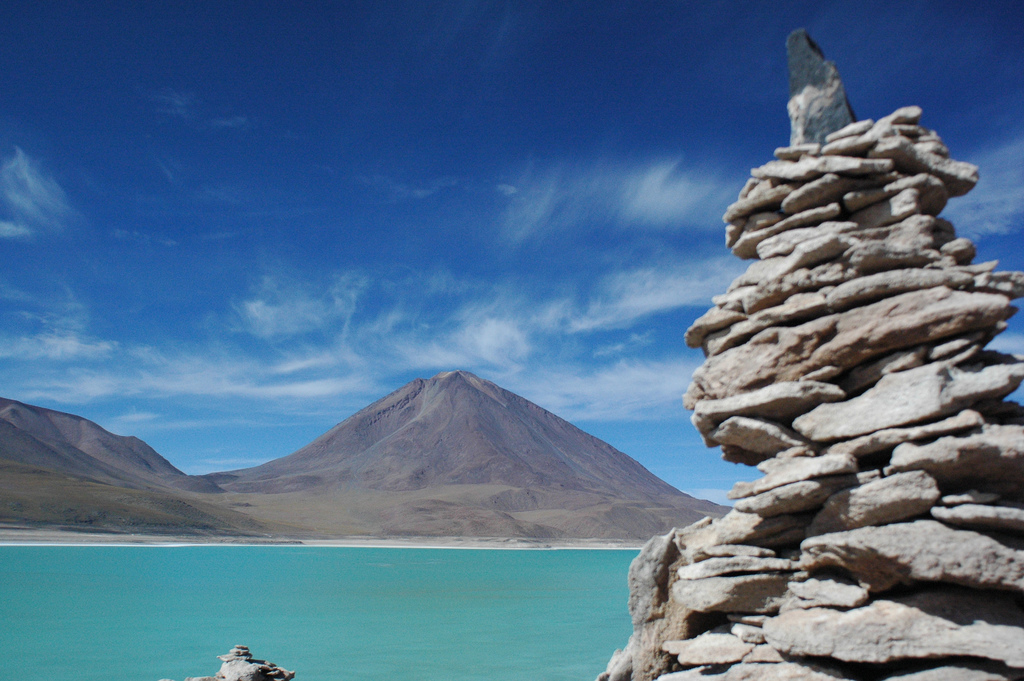
Laguna Verde a sopka Licancabur
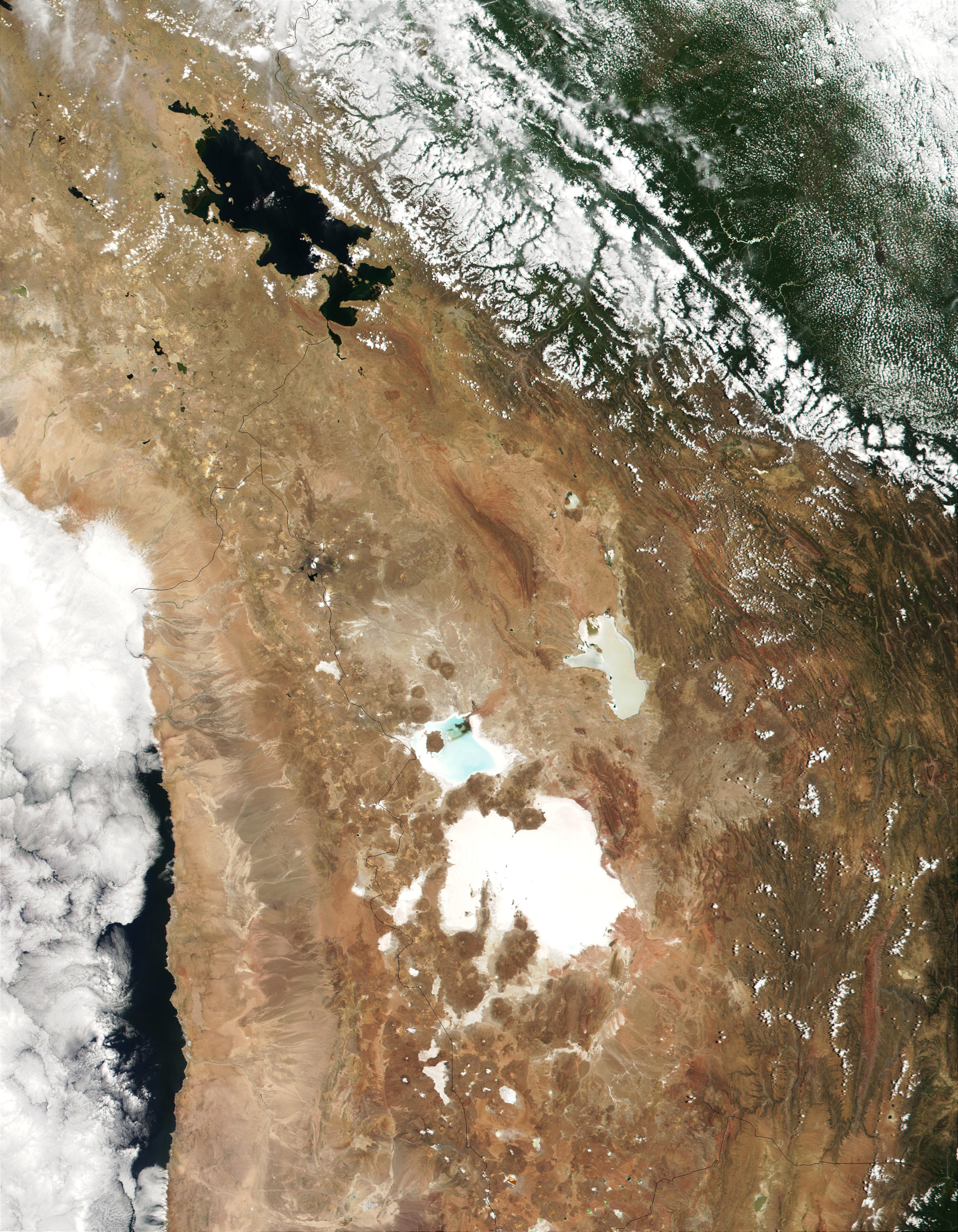
Satelitní snímek oblasti Altiplana
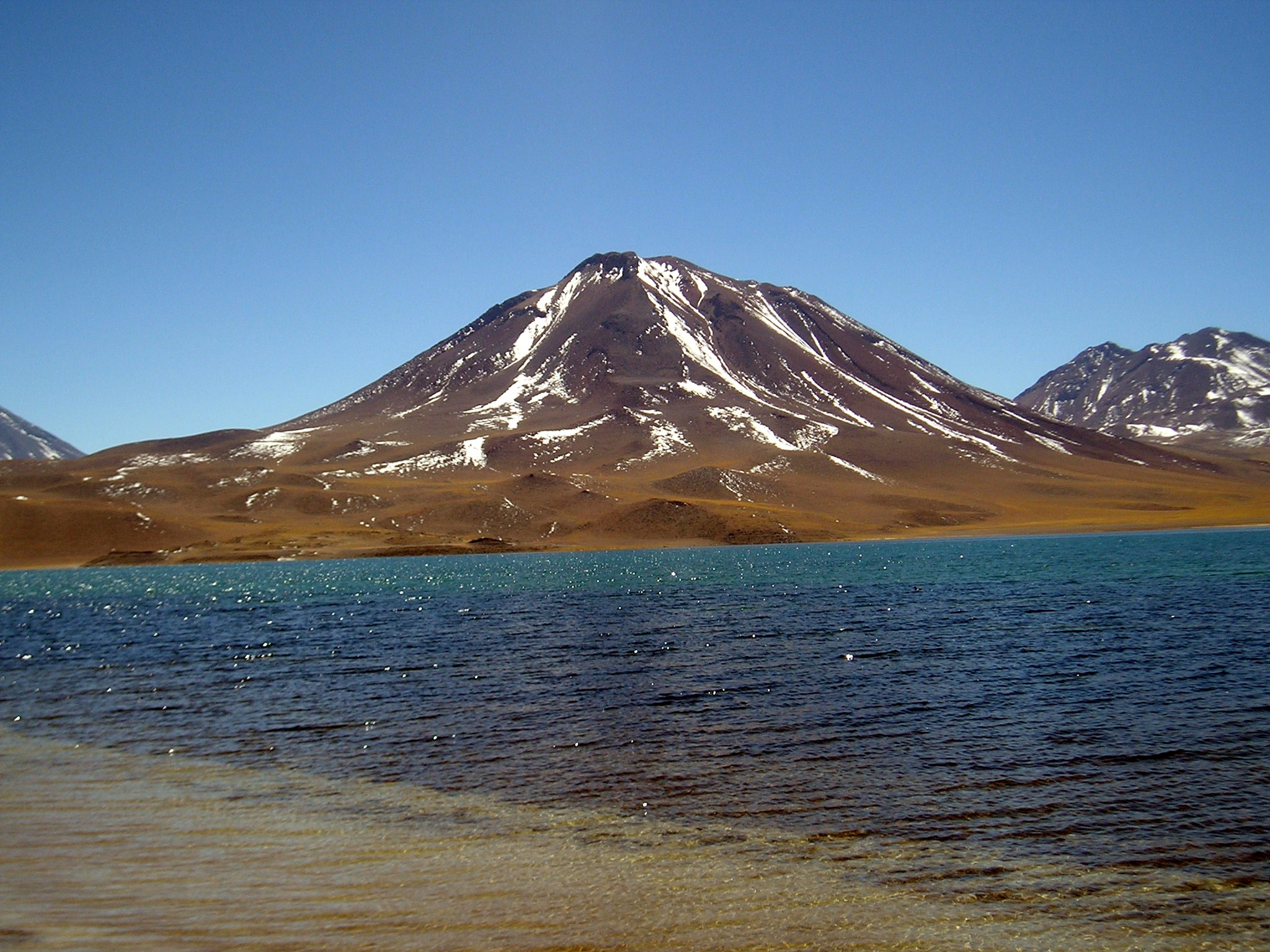
Laguna Miscanti, chilské Altiplano